# Dicranomyia (Dicranomyia) handlirschi ontakeana
Dicranomyia (Dicranomyia) handlirschi ontakeana is een ondersoort van de tweevleugelige Dicranomyia (Dicranomyia) handlirschi uit de familie steltmuggen (Limoniidae). De ondersoort komt voor in het Palearctisch gebied.